# بوندابرگ
بوندابِرگ شهری است در ایالت کوئینزلند استرالیا که منطقه بوندابرگ از توابع این ایالت قرار دارد. این شهر در مجاورت رود برنت و در فاصله ۳۸۵ کیلومتر (۲۳۹ مایل) در شمال بریزبن و ۱۵ کیلومتری دریا قرار گرفته است. بومیان استرالیایی منطقه از تیره کالکی هستند.
در ژوئن ۲۰۱۵ این شهر جمعیتی برابر ۷۰٬۵۸۸ داشت.

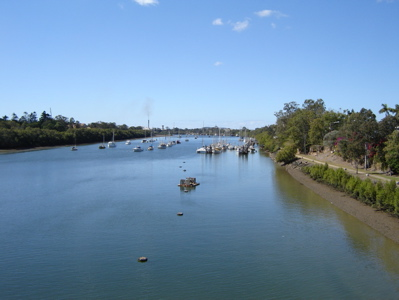
رودخانه برنت

## آب و هوا
بوندابرگ آب و هوای نیمه گرمسیری دارد که تابستانهای مرطوب و داغ و زمستانهای متوسط معرفه آن است. میانگین دمای روزانه آ بین ۹٫۹ تا ۳۰٫۳ درجه است. سردترین دمای ثبت شده در Bundaberg است −۰٫۷ درجه سلسیوس (۳۰٫۷ درجه فارنهایت)

## حومه
بوندانبرگ شهری نیمه گرمسیری است و صنعت اصلی آن تولید و فراوری شکر است.

## گردشگری
گردشگری یک صنعت مهم در کوئینزلند است و بوندابرگ به عنوان دروازه جنوبی دیواره بزرگ مرجانی قرار گرفته است.

## یادداشت
1. ↑  "3218.0 – Regional Population Growth, Australia, 2014-15: Population Estimates by Significant Urban Area, 2005 to 2015". Australian Bureau of Statistics. Australian Bureau of Statistics. 30 March 2016. Retrieved 12 September 2016.
2. ↑  Climate Statistics for Australian Locations, Bureau of Meteorology